# Leptodermis trifida
Leptodermis trifida är en måreväxtart som beskrevs av William Grant Craib. Leptodermis trifida ingår i släktet Leptodermis och familjen måreväxter. Inga underarter finns listade i Catalogue of Life.